# Iarinlim de Alalaque
Iarinlim ou Iarim-Lim (Yarim-Lim; r. ca. 1735 - ? a.C. segundo a cronologia média) foi um rei de Alalaque e filho de Hamurabi I de Iamade. Ele recebeu a cidade de Alalaque de seu irmão Abael I e iniciou um ramo cadete da dinastia iamadita que durou até a conquista de sua capital pelo rei hitita Hatusil I.

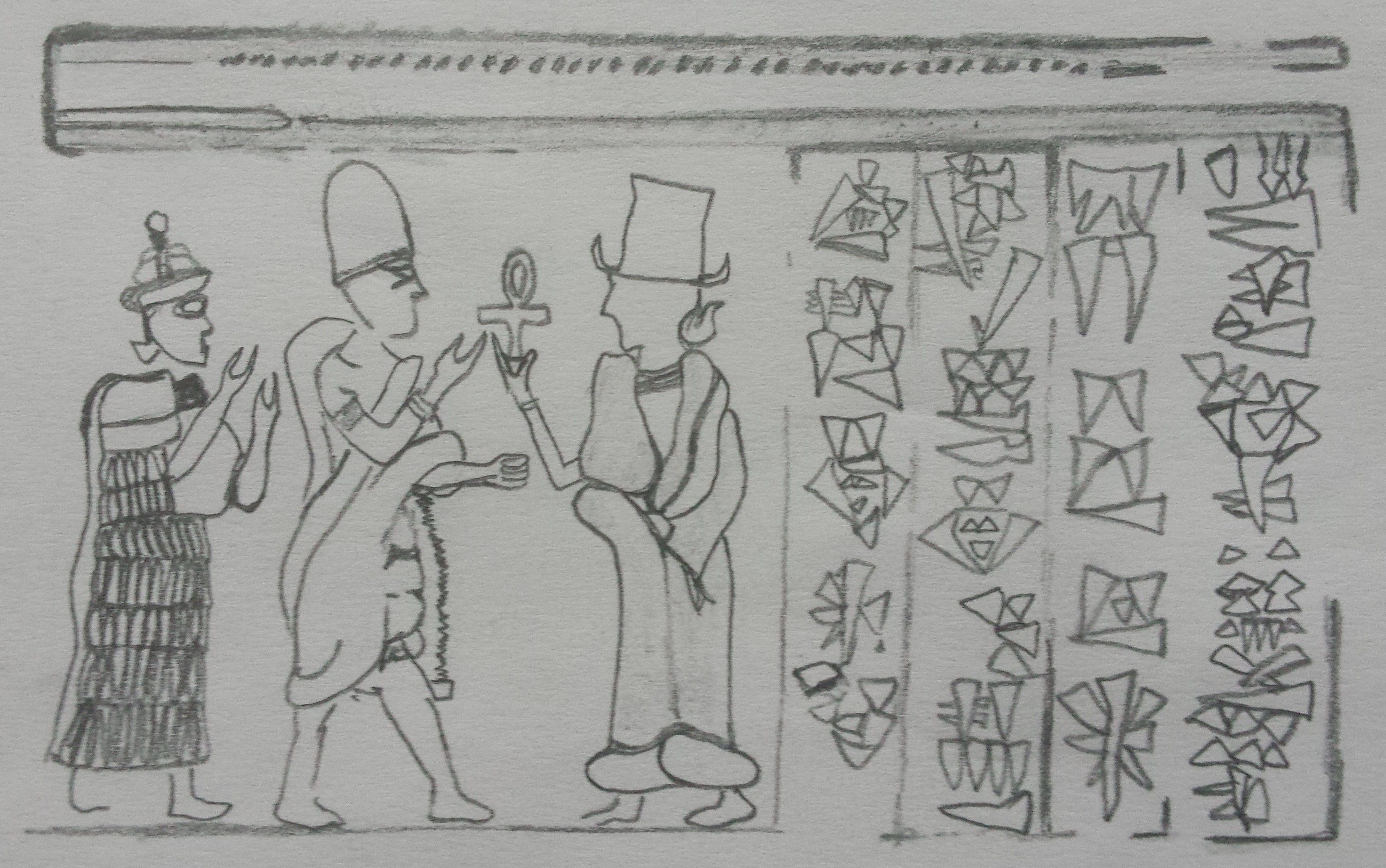
Selo de

Iamade e seus vizinhos Catna e Babilônia em ca.. Alalaque localiza-se a noroeste, próximo da capital iamadita de Halabe (atual Alepo)

## Identidade
A identidade de Iarinlim é disputada na historiografia, pois num espaço curto de tempo houve dois indivíduos de mesmo nome: Iarinlim II de Iamade, que mencionou em seu selo ser filho de Abael I, e Iarinlim de Alalaque, que mencionou ser filho de Hamurabi I e, portanto, tio de Iarinlim II. O professor Moshe Weinfeld sugeriu que Iarinlim II pode ser associado a Iarinlim de Alalaque, pois considera que o selo de Iarinlim II na verdade pertenceu ao homônimo sediado em Alalaque, o que fez deste último o sucessor de Abael I no trono iamadita.
Weinfeld acredita que a razão para Iarinlim de Alalaque chamar-se filho de Abael I é que Abael adotou-o para criar uma base legal para instalá-lo como rei em Alalaque. Esta teoria é difícil de provar devido a carência de referência textual acerca duma adoção e devido ao fato de Iarinlim (filho de Hamurabi) ter sido instalado no trono de Alalaque muito antes da assumida adoção. Além disso, não havia necessidade desse procedimento para legalizá-lo como rei uma vez que era irmão do monarca.

## Vida e reinado
Hamurabi I nomeou Iarinlim como governador dum distrito ao norte no qual Irridu era a principal cidade. Sob seu irmão mais velho Abael I, Iarinlim continuou a governar o distrito. Nessa época, Zitradu, governador de Irridu, rebelou contra Iamade, o que incitou Abael a destruir a cidade. Como compensação, Abael assinou um tratado com seu irmão no qual concedeu-lhe a cidade de Alalaque como reino hereditário para sua dinastia sob suserania de Halabe.
Isso aconteceu 15 anos após o início do reinado de Abael I, o que poderia ser datado ca. 1 735 a.C.. Na ocasião, Iarinlim jurou a seu irmão que se ele ou seu descendente cometesse traição ou espalhasse os segredos de Abael a outro rei, suas terras deveriam ser confiscadas. Iarinlim governou pelo resto do reinado de seu irmão e continuou no trono durante o reinado de seu sobrinho Iarinlim II e os primeiros anos do reinado de seu sobrinho-neto Niquemi-Epu, que durou de ca. 1700 a ca. 1 675 a.C.. Iarinlim seria sucedido por seu filho Amitacum.

### Iarinlim II de Alalaque
O professor Nadav Na'aman propôs a teoria que o Iarinlim filho de Hamurabi I não era o único rei de Alalaque que portou tal nome e que houve um homônimo que governou este reino e que teria sido neto do primeiro. Na'aman baseou sua teoria nos reinados excepcionalmente longos de Iarinlim e seu sucessor Amitacum, que cobrem os reinados de cinco reis iamaditas. O número de reis em Alalaque é assunto amplamente debatido, e a teoria de Na'aman é apoiada por vários outros professores como Dominique Collon e Erno Gaál. Contudo, nenhuma evidência foi encontrada para provar a existência de um segundo Iarinlim e vários outros professores refutaram esta teoria, incluindo Horst Klengel e Marlies Heinz.

## Sepultamento e estátua
Sir. Leonard Woolley descobriu o Palácio de Iarinlim durante as escavações conduzidas em Alalaque em 1936. A câmara sepulcral do monarca consistia num fosso de 15 metros de profundidade no qual, no centro, estava uma haste de 9 metros de profundidade na qual a urna funerária estava dentro. A haste foi preenchida com pedras e então a fossa foi preenchida por camadas sucessivas de edifícios cerimoniais que foram queimados e e então encimados por outra camada. Sobre a fossa foi edificada uma capela real que continha uma estátua de diorito de Iarinlim.
Woolley erroneamente assumiu que a estátua de Iarinlim representava Iarinlim I de Iamade. A leitura dum tablete local deu um entendimento melhor do período e revelou que a estátua representa o monarca de Alalaque, que era neto de Iarinlim I.